# Alcobaça
Alcobaça és un municipi portuguès a la regió del Centre i a la Subregió de l'Oeste. L'any 2006 tenia 55.597 habitants. Limita al nord amb Marinha Grande, a l'est amb Leiria, Porto de Mós, Santarém i Rio Maior, al sud-oest amb Caldas da Rainha i a l'oest Nazaré i l'oceà Atlàntic.
Cal destacar-hi el monestir d'Alcobaça.

## Població
| Població del concelho d'Alcobaça (1801 – 2004) | Població del concelho d'Alcobaça (1801 – 2004) | Població del concelho d'Alcobaça (1801 – 2004) | Població del concelho d'Alcobaça (1801 – 2004) | Població del concelho d'Alcobaça (1801 – 2004) | Població del concelho d'Alcobaça (1801 – 2004) | Població del concelho d'Alcobaça (1801 – 2004) | Població del concelho d'Alcobaça (1801 – 2004) | Població del concelho d'Alcobaça (1801 – 2004) |
| ---------------------------------------------- | ---------------------------------------------- | ---------------------------------------------- | ---------------------------------------------- | ---------------------------------------------- | ---------------------------------------------- | ---------------------------------------------- | ---------------------------------------------- | ---------------------------------------------- |
| 1801                                           | 1849                                           | 1900                                           | 1930                                           | 1960                                           | 1981                                           | 1991                                           | 2001                                           | 2004                                           |
| 4630                                           | 14711                                          | 28969                                          | 38462                                          | 50027                                          | 52347                                          | 54382                                          | 56794                                          | 55269                                          |

## Freguesies
| - Alcobaça e Vestiaria - Alfeizerão - Aljubarrota - Bárrio - Benedita - Cela - Cós, Alpedriz e Montes - Évora de Alcobaça - Maiorga - Pataias e Martingança - São Martinho do Porto - Turquel - Vimeiro |